# Rosalia Misseri
Rosalia Misseri (Modica, 6 luglio 1979) è una cantante e attrice teatrale italiana.

## Biografia
Nata a Modica ma cresciuta a Rosolini in provincia di Siracusa, la sua vocazione per il canto trova il suo primo sbocco, già nella tenera età, come salmista nella parrocchia del suo paese, il "Cuore Immacolato di Maria".
Nel 2001 viene scelta per interpretare il ruolo della zingara Esmeralda nella prima rappresentazione italiana dell'opera popolare Notre-Dame de Paris di Riccardo Cocciante. Lo spettacolo esordisce il 14 marzo del 2002 al GranTeatro in Roma, creato appositamente per l'evento, e in seguito toccherà più volte i palasport e le arene d'Italia.
Dopo circa 150 repliche, nel 2003 viene scelta come protagonista dell'opera pop - Tosca - Amore disperato, tratta dal romanzo di Victorien Sardou, con le musiche e i testi di Lucio Dalla. Nello stesso anno è in sala d'incisione per un "progetto musicale di solidarietà tra popoli, culture, religioni, ispirato al libro dei Salmi", prodotto da Multimedia San Paolo, distribuito da Sony Music, e ideato dal gruppo musicale Gen Rosso, costola del Movimento dei focolari. Tale progetto si è concretizzato in un disco dal titolo Voglio svegliare l'aurora, pop/rock a sfondo religioso con contaminazioni multietniche, e la vede protagonista nell'interpretazione di due brani, Polvere dell'universo e Angeli.
Dopo le esperienze teatrali, diventa nota anche al pubblico del piccolo schermo grazie alla partecipazione nel 2004 alla serie di trasmissioni musicali 50 canzonissime condotte da Carlo Conti sulle reti Rai, e nel 2005 al fianco di Pippo Baudo, nella trasmissione Sabato Italiano, in cui si esibisce per otto puntate come interprete musicale del coro condotto dal maestro Pippo Caruso. Ancora sulla Rai, nell'aprile del 2005 partecipa come cantante alla manifestazione FamilyFest 2005, assieme al Gen Rosso, e nell'ottobre si esibisce in piazza San Pietro, in occasione del primo incontro di papa Benedetto XVI con i bambini.

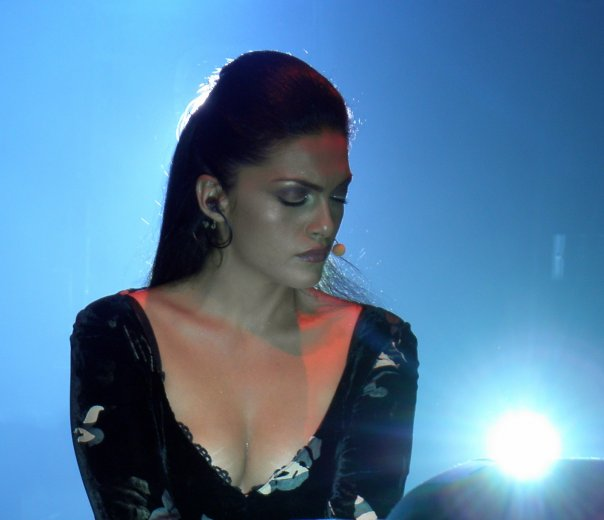
Rosalia Misseri nel ruolo di Tosca nella Tosca di Lucio Dalla (2009)

Nel 2006, Andrea Bocelli la sceglie per il suo tour europeo come pop guest, duettando con lei in brani come The prayer e Somos novios, nelle versioni originariamente interpretate da Céline Dion e Christina Aguilera.
Dopo due anni di assenza dalle scene, nel 2008 partecipa in veste di concorrente musicale alla trasmissione Volami nel cuore condotta da Pupo su Rai Uno. Il 31 dicembre 2008 è ospite nel programma L'anno che verrà, condotto da Carlo Conti, in diretta da Rimini. È ancora ospite di Carlo Conti in Nel nome del cuore, programma che ha come obiettivo quello di aiutare i bambini dello Zimbabwe, in diretta da Assisi il 12 giugno 2009. Lo stesso anno, partecipa nuovamente a L'anno che verrà, questa volta condotto da Fabrizio Frizzi. Il 12 settembre riprende il tour di Tosca - Amore disperato, conclusosi con la tappa romana del febbraio 2010.
Nel 2010 è nuovamente ospite del programma Nel nome del cuore, sempre condotto da Carlo Conti, e andato in onda su Rai Uno il 4 giugno. Il 31 dicembre 2010 è nel cast de L'anno che verrà 2010. Nel 2011 interpreta il ruolo della Monaca di Monza nel nuovo tour I promessi sposi - Opera, versione moderna tratta dal romanzo di Alessandro Manzoni, scritta da Michele Guardì e musicata da Pippo Flora.
Nel 2012 partecipa al talent show di Rai1 Tale e quale show. Nel febbraio 2013 doppia Hip, il personaggio protagonista de I Croods, film di animazione della Dreamworks e distribuito dalla Twentieth Century Fox. Il 4 luglio 2013 esce il suo primo singolo dal titolo Di quale amore sei. Il 1º dicembre 2013 pubblica il suo secondo singolo dal titolo Il marcio del potere. Sempre nello stesso anno 2013 duetta con il cantautore Marco Santilli nel singolo "Segui L'Istinto" il cui videoclip del brano vede la partecipazione straordinaria di Justine Mattera. L'8 aprile 2014 esce il suo primo album da solista dal titolo Non è stato facile, da lei scritto e prodotto. Nel 2015/2016 è nuovamente in tour con I promessi sposi, opera moderna, nel ruolo di Gertrude la Monaca di Monza.
Nel 2020 è l’imperatrice nell'opera musical Le Rose di Valentino di Gianni Neri con la regia di Massimo Zannola.

## Discografia

### Album in studio
- 2014 – Non è stato facile
- 2020 – Lucio dei miei occhi

### Singoli
- 2013 – Di quale amore sei
- 2013 – Il marcio del potere
- 2013 - Segui L'Istinto (feat. Marco Santilli)
- 2020 – Lucio dei miei occhi

## Collaborazioni
- 2003 – Tosca - Amore disperato di Lucio Dalla
- 2003 – Voglio svegliare l'aurora dei Gen Rosso
- 2005 – FamilyFest 2005 dei Gen Rosso

## Teatro
- 2002 – Notre Dame de Paris
- 2003 – Tosca - Amore disperato
- 2009 – Tosca - Amore disperato
- 2010 – Tosca - Amore disperato
- 2011 – I promessi sposi - Opera moderna
- 2015 – I promessi sposi - Opera moderna
- 2016 – I promessi sposi - Opera moderna

## Televisione
- 2004 – 50 canzonissime
- 2004 – L'anno che verrà
- 2005 – Sabato Italiano
- 2005 – L'anno che verrà
- 2008 – Volami nel cuore
- 2008 – L'anno che verrà
- 2009 – Nel nome del cuore
- 2009 – L'anno che verrà
- 2010 – Nel nome del cuore
- 2012 – Tale e quale show
- 2012 – L'anno che verrà
- 2013 – Tale e quale show - Duetti
- 2015 – Nella memoria di Giovanni Paolo II

## Doppiaggio
- Hip ne I Croods